# Іваницький-Василенко Сергій Михайлович
Іваницький-Василенко Сергій Михайлович (27(15).02. 1883–10.02.1984) — історик права. Народився в м. Золотоноша. Закінчив юридичний факультет Київського університету (1908). По закінченні працював помічником присяжного повіреного, діловодом Київської Маріїнської громади сестер-жалібниць. У 1920 – на початку 1930-х рр. – у ВУАН (нині Національна академія наук України): н. с. Комісії для виучування звичаєвого права (1920), н. с. Комісії для виучування західноруського та українського права (1921–29), секретар президії (1929–32), директор видавництва (1932–34). 1934–36 – співробітник Київського центрального архіву давніх актів. Юрисконсульт у різних господарських організаціях у Києві (1936–41), а під час Великої вітчизняної війни Радянського Союзу 1941–1945 в Алма-Аті (1941–44, нині м. Алмати в Казахстані). Після повернення до Києва 1944 працював у Державному арбітражі при РМ УРСР (до 1953), з вересня 1953 по листопад 1958 – юрисконсульт у Міністерстві культури УРСР.
Вивчав історію магдебурзького права, досліджував шляхетське землеволодіння в Гетьманщині після 1654, правове становище українських земель після Люблінської унії 1569.
Помер у м. Київ.